# Порушена обітниця (фільм, 1915)
Порушена обітниця (англ. The Broken Pledge) — американська короткометражна кінокомедія 1915 року.

## У ролях
- Воллес Бірі — Персі
- Гаррі Данкінсон —  Гарольд
- Глорія Суонсон — Глорія
- Вірджинія Баукер — Вірджинія